# بيل موسيلي
بيل موسيلي (بالإنجليزية: Bill Moseley)‏ هو ممثل أمريكي، ولد في 11 نوفمبر 1951 في الولايات المتحدة.

## أعمال

### أفلام
- (1986) مجزرة منشار تكساس 2[6]
- (1992) جيش الظلام
- (2002) مباشر من بغداد
- (2003) منزل الألف جثة[7]
- (2005) منبوذو الشيطان
- (2007) عيد القديسين[8]
- (2008) ريبو! الأوبرا الجينية
- (2009) وحيد في الظلام II
- (2013) منشار تكساس 3 دي[9]

## وصلات خارجية
- بيل موسيلي على موقع IMDb (الإنجليزية)
- بيل موسيلي على موقع ألو سيني (الفرنسية)
- بيل موسيلي على موقع ميوزك برينز (الإنجليزية)
- بيل موسيلي على موقع أول موفي (الإنجليزية)
- بيل موسيلي على موقع قاعدة بيانات الأفلام السويدية (السويدية)
- بيل موسيلي على موقع إن إن دي بي (الإنجليزية)
- بيل موسيلي على موقع ديسكوغز (الإنجليزية)
- بيل موسيلي على موقع قاعدة بيانات الفيلم (الإنجليزية)
- بيل موسيلي على موقع كينوبويسك (الروسية)